# Aleksiej Kisielow (polityk)

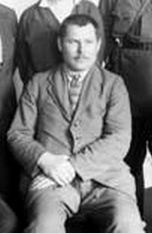
Aleksiej Kisielow 1925

Aleksiej Siemionowicz Kisielow (ros. Алексей Семёнович Киселёв, ur. 1879 we wsi Awdiotino w guberni włodzimierskiej, zm. 30 października 1937 w Moskwie) – rosyjski socjaldemokrata i komunista, zastępca członka Komitetu Centralnego Wszechzwiazkowej Partii Komunistycznej (bolszewików) (WKP(b)) (1925-1934), członek Centralnej Komisji Rewizyjnej WKP(b) (1934-1937), wysoki urzędnik państwowy RFSRR i ZSRR.
W 1898 wstąpił do SDPRR, po rozłamie w partii związany z frakcją bolszewików, kilkakrotnie aresztowany. Od lipca 1914 członek KC SDPRR(b), w 1914 aresztowany i zesłany na Syberię, zbiegł. W 1917 członek Iwanowskiego Komitetu SDPRR(b) i przewodniczący Rady Miejskiej w Iwanowie-Wozniesieńsku. Od 16 sierpnia 1917 do 18 marca 1919 zastępca członka KC SDPRR(b), członek Prezydium Najwyższej Rady Gospodarki Narodowej RFSRR, w 1918 szef Wydziału Politycznego Orenburskiej Grupy Wojsk, od lutego 1919 członek Specjalnej Komisji WCIK i Rady Komisarzy Ludowych RFSRR ds. Turkiestanu. Od 16 marca 1921 do 17 kwietnia 1923 zastępca członka KC RKP(b), od 24 maja 1921 do 1923 przewodniczący Małej Rady Komisarzy Ludowych RFSRR, od 25 kwietnia 1923 do 18 grudnia 1925 członek Centralnej Komisji Kontroli RKP(b), a od 26 kwietnia 1923 do 18 grudnia 1925 członek Prezydium tej komisji. 
Od 7 lipca 1923 do 2 lutego 1924 komisarz ludowy inspekcji robotniczo-chłopskiej RFSRR, równocześnie w latach 1923-1924 zastępca ludowego komisarza inspekcji robotniczo-chłopskiej ZSRR, od 2 lutego 1924 do 1937 sekretarz WCIK, od 31 grudnia 1925 do 26 stycznia 1934 zastępca członka KC WKP(b), od 10 lutego 1934 do 20 sierpnia 1937 członek Centralnej Komisji Rewizyjnej WKP(b).
W okresie "wielkiej czystki" 20 sierpnia 1937 aresztowany przez NKWD. 29 października 1937 skazany na śmierć przez Kolegium Wojskowe Sądu Najwyższego ZSRR z zarzutu "uczestnictwa w antysowieckiej organizacji terrorystycznej". Stracony następnego dnia. Skremowany w krematorium na Cmentarzu Dońskim, prochy pochowano anonimowo (obecnie mogiła zbiorowa nr 1 na Nowym Cmentarzu Dońskim).
Zrehabilitowany 4 kwietnia 1956 postanowieniem Kolegium Wojskowego SN ZSRR.